# Julio Aumente
Julio Aumente Martínez-Rücker (Córdoba, 29 de octubre de 1921-Córdoba, 29 de julio de 2006) fue un poeta español perteneciente al Grupo Cántico.

## Obra
Fue el poeta más independiente del grupo, el más remiso y el último en publicar, y le interesaba más la vida que la literatura; de ahí el carácter experiencial y vivencial de su lírica. Nunca mitificó la poesía y poseía una excelente faceta desconocida, la de pintor. Entre sus amigos destacaban Pablo García Baena, al que conoció desde la misma escuela, y el psiquiatra y ensayista Carlos Castilla del Pino. Su casa cordobesa, cuidada por su hermana, estaba llena de plantas, cuadros y flores; cuando se lee su poema "La vita non á senso..." se entra en un mundo de lujo y artificio, que es el suyo. Es la obra de uno de los grandes poetas de la sensualidad y la imaginación.
Su trayectoria poética comienza en El aire que no vuelve, un libro entre clásico y modernista, con abundancia de sonetos y metros alejandrinos, endecasílabos y eneasílabos. En estos versos habla de Córdoba y de sus iglesias, la Mezquita-Catedral, envuelto todo ello en una atmósfera suntuaria. En Los silencios hay cierto influjo de la poesía de Vicente Aleixandre y de Luis Cernuda. En El aire que no vuelve se encuentran varios tipos de poemas, unos que poseen una especie de belleza fría o estática y otros que son más vividos, fruto de una experiencia vivida, real. Desde 1958 hay un mutismo total en su poesía. Es la época de la eclosión de la poesía social. Julio Aumente, como el resto de los integrantes de Cántico, sufre de un silencio majestuoso. Por la pendiente oscura, fechado en 1947 y 1965, recoge textos de sus comienzos poéticos, coetáneos de sus dos libros anteriores. Formalmente siguen abundando alejandrinos y endecasílabos, composiciones en verso blanco y verso libre. El tema que trata abundantemente es el del amor terminado, perdido. Evoca el paso del tiempo, el amor a la belleza. En La antesala los críticos vieron el gongorino paladeo de las palabras, la ironía de Manuel Machado y la nostalgia de Juan Ramón Jiménez aunándose en un modo expresivo y muy personal. Aumente introduce en sus poemas elementos coloquiales, banales. Aparece el humor. 
El canto de las arpías (prologado por Villena, igual que "La Antesala") significa en cierta medida la ruptura con los miembros de Cántico. El poeta se aleja de la estética dominante en el grupo y asume su propia palabra poética. El poeta ama y se envuelve en el amor y siente y se expresa sin ningún tipo de pudor ni vergüenza. Esa pérdida del reparo, del rubor, ese deseo de mezclar lo personal con lo literario, le dan una dimensión nueva a su poesía. Se convierte en un diletante sin complejos, en un hombre abierto que ha comprendido que la vida es para vivirla sin falsedades. Habla de Gianni, su amor. En este libro alternan los momentos sublimes, versos que parecen haber sido escritos en papiros exquisitos en algún palacio de la nobleza más rancia, con momentos prosaicos en que el poeta se arrastra por lupanares, por miserables garitos de miseria. Julio Aumente se aleja tras su actuación y demuestra su gran personalidad poética tan diferente del resto de los componentes de Cántico.
En su libro Rodolfo el patinador el poeta abraza la vida, sacudiéndose las retóricas al uso y se inclina por una poesía directa, realista, dura, como si de música bakalao se tratara, mostrando una insólita frescura que no cuadra con su ya provecta edad. Porque detrás de cada verso hay sensibilidad y ternura en grandes dosis. Se trata de una poesía sincera, dura, cruda, pero no exenta de lirismo. El poeta ha cambiado su forma de ver las cosas, mucho más crítica ahora, y la sátira que antes se insinuaba en sus versos tiene ahora una mayor presencia.